# Liege Airport
Liege Airport, (Frans: Aéroport de Liège) ook wel Luchthaven Luik-Bierset, (ICAO: EBLG/IATA: LGG) is een luchthaven 10 km ten westen van de Belgische stad Luik. De luchthaven ligt op het grondgebied van Bierset, een deelgemeente van Grâce-Hollogne.
In België is het de grootste goederenluchthaven, op Kortrijk na is het de passagiersluchthaven met de minste passagiersvluchten. De luchthaven is eigendom van het Waals Gewest en wordt uitgebaat door s.a. Liège Airport (oorspronkelijke naam SAB s.a.) die in 1990 door het Waals Gewest een concessie kreeg om de luchthaven te promoten en verder uit te bouwen. De aandeelhouders van Liège Airport s.a. zijn Société de leasing et de Financement [S.L.F.] (50%), SOWAER (25%) en Aéroports de Paris Management (25 %). De luchthaven is de hub van verschillende vrachtmaatschappijen onder andere van ASL Airlines Belgium (de gehele vloot van ASL Airlines Belgium is op Liege Airport gestationeerd) en de Europese hub van El Al Cargo, CAL Cargo Air Lines en Ethiopian Airlines Cargo.
Op het terrein van de luchthaven bevindt zich fort Hollogne als onderdeel van de fortengordel rond Luik.

## Geschiedenis
De luchthaven van Bierset is ontstaan in 1914 wanneer er in de gemeente Ans een grasbaan wordt aangelegd voor vliegverkeer. Tijdens Eerste Wereldoorlog komt de grasbaan in handen van de Duitse bezetter die op het grondgebied van Bierset een vliegveld maakt (zie: Vliegbasis Bierset). Na de oorlog vestigt het Belgische leger zich op de luchthaven. In 1930 wordt de grasbaan in Ans verlaten en focust men zich vooral op het vliegveld in Bierset, een eerste lijndienst tussen Brussel, Antwerpen en Bierset wordt opgezet. Tijdens de Tweede Wereldoorlog bezetten de Duitsers nogmaals het vliegveld.
Na de oorlog wordt de luchthaven teruggegeven aan de Belgische overheid en worden de civiele activiteiten hervat, met onder andere een lijndienst van Sabena tussen Luik en Parijs. In 1952 wordt de luchthaven van Bierset opnieuw een militaire vliegbasis en in 1953 neemt het ministerie van defensie de controle over de luchthaven over.
In 1976 wordt de luchthaven van Bierset opnieuw een publieke luchthaven en start Sabena met een weinig succesvolle lijndienst tussen Luik en Londen via Charleroi. In de jaren tachtig worden zware infrastructuurwerken uitgevoerd aan de landingsbanen.
In 1990 wordt het beheer van de luchthaven toegekend aan SAB s.a. met het doel de luchthaven van Liège-Bierset nieuw leven in te blazen. Deze boekt zijn eerste succes in 1994 met een toename van de passagiersvluchten (vooral charters). In 1996 komt het vrachtverkeer op gang en in 1998 vestigt TNT Airways – later FedEx – zich op de luchthaven met een forse groei van het vrachtverkeer tot gevolg.
In 2005 werd een nieuwe passagiersterminal ingehuldigd zodat de luchthaven van Liège-Bierset tot 1 miljoen passagiers per jaar kon vervoeren.
Wegens de sterke groei van Brussels South Charleroi Airport besliste de Waalse overheid echter dat Liege Airport zich vooral moest focussen op vrachtverkeer zodat de luchthaven van Charleroi verder kon groeien in het passagiersverkeer.
In december 2018 werd een – controversiële – overeenkomst getekend voor de vestiging van een verdeelcentrum van Cainiao, een dochterbedrijf van de Alibaba Group, nabij de luchthaven. Dit werd vijf jaar later bevestigd in een studie van Jonathan Holslag, waaruit bleek dat Alibaba "een bruggenhoofd van de Chinese staat" in België was, dat via de luchthaven een stroom vervalste producten binnenkwam, en dat de beloofde Belgische export en jobmogelijkheden niet gehaald werden.

## Infrastructuur
Liege Airport beschikt over twee geasfalteerde start- en landingsbanen. Baan 05R/23L (45 x 3700 m) en baan 05L/23R (45 x 2340 m). In 2008 werd begonnen met werken om de hoofdlandingsbaan te verlengen met 423 meter, waardoor de totale lengte op 3710 meter komt. Op die manier zou een Airbus A380-vrachtvliegtuig kunnen landen op de luchthaven van Luik.
Liege Airport is 24 uur per dag geopend en heeft daardoor veel vliegbewegingen, voornamelijk veel Boeing 747-vrachtvliegtuigen. De luchthaven beschikt over een ILS Cat. 3.
In de nacht van 16 op 17 augustus 2017 werd door de evolutie van de locatie van de geomagnetische noordpool het noodzakelijk de nummering van de twee landingsbanen aan te passen. 05R/23L werd 04R/22L en 05L/23R werd 04L/22R.
In de toekomst zijn grote werken gepland om de positie die de luchthaven heeft in het ontvangen van vracht verder moet verstevigen. In 2008 heeft de luchthaven eveneens besloten op toe te treden tot Eurocarex een HST-netwerk voor vrachtvervoer tussen verschillende luchthavens. Ook de NMBS heeft besloten om toe te treden tot Eurocarex waardoor de bouw van een goederenstation aan de luchthaven van Luik zeker is.

## Bestuur
| Periode      | Voorzitter              |
| ------------ | ----------------------- |
| 1990 - 1991  | André Cools             |
| 1991         | Jean-Pierre Grafé       |
| 1991 - 1992  | Alain Van der Biest     |
| 1992 - 1998  | Henri Schlitz           |
| 1998 - 2001  | José Happart            |
| 2001 - 2004  | Régis Jehasse           |
| 2004 - 2016  | José Happart            |
| 2016 - 2017  | Marie-Dominique Simonet |
| ? - ?        | ?                       |
| 2020 - heden | Marc Renouprez          |

| Periode      | CEO             |
| ------------ | --------------- |
| ? - 2021     | Luc Partoune    |
| 2021 - heden | Laurent Jossart |